# Prinz Schwan
Prinz Schwan ist ein Märchen (ATU 425). Es stand in den Kinder- und Hausmärchen der Brüder Grimm nur in der Erstauflage von 1812 an Stelle 59 (KHM 59a).

## Inhalt
Ein Mädchen begegnet im Wald einem Schwan mit einem Knäuel, das es abwickeln soll, während er in sein Königreich fliegt, um seine Braut zu werden. Sie hält durch bis abends, da reißt ihr der Faden an einem Dornenstrauch. Sie läuft durch Nacht und Wind zu einem kleinen Haus. Die alte Frau namens Sonne versteckt sie vor ihrem Mann, dem Menschenfresser. Als er sie doch findet, erwirkt sie Aufschub und schickt das Mädchen rechtzeitig mit einem Spinnrad weiter. Von der nächsten, Mond, bekommt sie eine Spindel, von der dritten, Stern, eine Haspel. Auf ihren Rat besänftigt sie einen Drachen und einen Löwen mit Brot und Speck und spinnt vor dem Schlosstor auf dem Glasberg, wo sich ihr Prinz schon vermählt hat. Die Königin gewährt ihr für Spinnrad, Spindel und Haspel je eine Nacht vor seinem Schlafzimmer, aber gibt ihm einen Schlaftrunk, so dass er ihr Singen nicht hört. Das dritte Mal bittet das Mädchen die Diener, ihm etwas anderes zu geben. Der König fragt die Königin, ob man einen wiedergefundenen Schlüssel behalte oder den neugemachten. Auf ihre Antwort muss sie heimgehen, er heiratet die rechte, und sie leben glücklich.
Das Lied des Mädchens lautet dreimal:
„Denkt der König Schwan
noch an seine versprochene Braut Julian'?
die ist gegangen durch Sonne, Mond und Stern,
durch Löwen und durch Drachen:
will der König Schwan denn gar nicht erwachen?“

## Herkunft
Wilhelm Grimms erhaltene Handschrift gibt als Herkunft Gretchen Wild 1807 an. Sie zeigt noch den fragmentarischen Charakter des Anfangs, als das Mädchen unvermittelt dem verzauberten König Schwan begegnet, ist in den Dialogen der alten Frauen etwas ausführlicher, aber sinngemäß gleich. Es folgt noch ein Fragment, das der Episode am roten Meer in KHM 88 Das singende springende Löweneckerchen entspricht. Die Anmerkung zur Erstauflage vergleicht Die drei Gürtel aus Feen-Märchen (Braunschweig, 1801). Ab der Zweitauflage steht Prinz Schwan nur noch in der Anmerkung zu KHM 127 Der Eisenofen als abweichende Erzählung aus Cassel, mit Hinweis auf das ebenfalls ähnliche KHM 113 De beiden Künigeskinner. Vgl. noch zur Frau des Menschenfressers KHM 29, 40, 125, 165, 73a, zur Löwenspeisung KHM 93, 97, 126, zur vergessenen Braut mit Spindel KHM 56, 186, 193 bzw. 9, 49, 65, zum Schlüsselgleichnis KHM 67.